# Lucas Jensen
Lucas Tomas Jensen (født 8. oktober 1994 i Holstebro) er en dansk fodboldspiller, der siden sommeren 2021 har spillet for Vendsyssel FF.

## Klubkarriere
Lucas Jensen fik sin fodboldopdragelse hos Holstebro Boldklub. Som U17-spiller kom han til Hald Ege Efterskole, hvor han blev tilknyttet Viborg FFs fodboldlinje på skolen.

### Viborg FF
Efter skoleopholdet i Hald Ege, forblev han tilknyttet Viborg FF, da han fortsatte i klubben talentsamarbejde FK Viborg, hvor han først kom på U/17-holdet og senere U/19.
I optakten til forårssæsonen i 1. division 2011-12 spillede Lucas Jensen flere gode træningskampe, og dette vakte interesse fra flere klubber i Superligaen. Jensen valgte at blive i Viborg FF, og underskrev i midten af januar 2012 en kontrakt der var gældende indtil 30. juni 2014.
Den 5. april 2012 fik Lucas Jensen debut for klubbens førstehold i 1. division, da han efter 60 minutter afløste Jesper Kjærulff i hjemmekampen mod Akademisk Boldklub på Viborg Stadion. I sæsonens anden kamp skulle Viborg FF den 9. april møde FC Roskilde på udebane. Her blev Lucas Jensen igen indskiftet, da han i det 66. minut kom på banen i stedet for Razak Pimpong. Otte minutter senere scorede Jensen sit første mål i 1. division, da han efter en solotur igennem Roskildes forsvar scorede til 3-0 til Viborg. Kampen endte 4-0.
I efteråret 2013 fik Jensen debut i Superligaen, efter at Viborg var rykket op efter fem års fravær i landets bedste række. Ud af 18 kampe indtil vinterpausen, fik han spilletid i de 16. Heraf var han i startopstillingen 13 gange, blev udskiftet i syv kampe, og tre gange kom han på banen som indskifter. Lucas Jensens første superligamål scorede han i 2. rundekampen den 26. juli 2013 mod FC Nordsjælland på Farum Park, da han i 52. minut udlignede til slutresultatet 1-1.
Efter flere måneders forhandlinger imellem klubdirektør Morten Jensen og Lucas Jensens repræsentanter, meddelte klub og spiller i midten af januar 2014 at de ikke havde kunne nå til enighed om en forlængelse af kontrakten, og at spilleren ville forlade klubben ved kontraktudløb 30. juni samme år.

### Odense Boldklub
Kort tid efter at Lucas Jensen havde meddelt at han ikke ville forlænge kontrakten med Viborg FF, offentliggjorde superligakonkurrenterne fra OB, at de med virkning fra 1. juli 2014 havde sikret sig spilleres underskrift på en kontrakt gældende til 30. juni 2018.
Jensen fik debut for klubben den 25. juli, da han i udebanekampen mod FC Vestsjælland blev indskiftet i det 23. minut, hvor han afløste en sygdomsramt Rasmus Falk. På dette tidspunkt var OB bagud med 0-2, og endte med at tabe kampen med 1-3.
Ved slutningen af 2015/2016 sæsonen havde han deltaget i 24 superligakampe for OB, hvoraf han tre gange var i startopstillingen. I sommeren 2016 opsagde parterne samarbejdet, da Lucas Jensen ikke havde udsigt til spilletid.

### Hobro IK
Den 14. juli 2016 underskrev Lucas Jensen en ét årig aftale med Hobro IK, der netop var rykket ud af Superligaen.

### Vendsyssel FF
Jensen skrev i midten af juni 2017 under på en kontrakt med Vendsyssel FF.

## Landsholdskarriere
Den 28. februar 2012 fik Lucas Jensen debut for et landshold under Dansk Boldspil-Union, da han blev indskiftet i en U/18 venskabskamp mod Schweiz i Baden. Nogle dage senere spillede Danmark igen mod Schweiz, og denne gang spillede Lucas Jensen de første 62. minutter af kampen, inden han blev afløst af Lee Rochester Sørensen. I midten af april 2012 blev Jensen igen udtaget til U/18-landsholdet, da han kom i truppen til Slovakia Cup der skulle spilles i slutningen af samme måned.